# Saint-Mesmin (Aube)
Saint-Mesmin és un municipi francès situat al departament de l'Aube i a la regió del Gran Est. L'any 2007 tenia 849 habitants.

## Demografia

### Població
El 2007 la població de fet de Saint-Mesmin era de 849 persones. Hi havia 326 famílies de les quals 73 eren unipersonals (46 homes vivint sols i 27 dones vivint soles), 100 parelles sense fills, 126 parelles amb fills i 27 famílies monoparentals amb fills.
La població ha evolucionat segons el següent gràfic:
Habitants censats

### Habitatges
El 2007 hi havia 369 habitatges, 335 eren l'habitatge principal de la família, 11 eren segones residències i 24 estaven desocupats. 364 eren cases i 3 eren apartaments. Dels 335 habitatges principals, 281 estaven ocupats pels seus propietaris, 52 estaven llogats i ocupats pels llogaters i 2 estaven cedits a títol gratuït; 9 tenien dues cambres, 41 en tenien tres, 114 en tenien quatre i 171 en tenien cinc o més. 228 habitatges disposaven pel capbaix d'una plaça de pàrquing. A 118 habitatges hi havia un automòbil i a 191 n'hi havia dos o més.

### Piràmide de població
La piràmide de població per edats i sexe el 2009 era:
| Homes | Edats   | Dones |
| ----- | ------- | ----- |
| 0     | 95 o +  | 4     |
| 0     | 90 a 94 | 0     |
| 8     | 85 a 89 | 4     |
| 8     | 80 a 84 | 12    |
| 20    | 75 a 79 | 16    |
| 16    | 70 a 74 | 20    |
| 12    | 65 a 69 | 36    |
| 8     | 60 a 64 | 8     |
| 20    | 55 a 59 | 8     |
| 48    | 50 a 54 | 40    |
| 32    | 45 a 49 | 20    |
| 40    | 40 a 44 | 32    |
| 28    | 35 a 39 | 28    |
| 40    | 30 a 34 | 36    |
| 24    | 25 a 29 | 32    |
| 16    | 20 a 24 | 16    |
| 36    | 15 a 19 | 28    |
| 24    | 10 a 14 | 32    |
| 44    | 5 a 9   | 12    |
| 28    | 0 a 4   | 20    |

## Economia
El 2007 la població en edat de treballar era de 567 persones, 418 eren actives i 149 eren inactives. De les 418 persones actives 394 estaven ocupades (210 homes i 184 dones) i 25 estaven aturades (14 homes i 11 dones). De les 149 persones inactives 76 estaven jubilades, 44 estaven estudiant i 29 estaven classificades com a «altres inactius».

### Ingressos
El 2009 a Saint-Mesmin hi havia 355 unitats fiscals que integraven 902 persones, la mediana anual d'ingressos fiscals per persona era de 17.799 €.

### Activitats econòmiques
Dels 22 establiments que hi havia el 2007, 1 era d'una empresa extractiva, 1 d'una empresa alimentària, 4 d'empreses de construcció, 5 d'empreses de comerç i reparació d'automòbils, 3 d'empreses de transport, 1 d'una empresa d'hostatgeria i restauració, 1 d'una empresa financera, 1 d'una empresa immobiliària, 4 d'empreses de serveis i 1 d'una empresa classificada com a «altres activitats de serveis».
Dels 5 establiments de servei als particulars que hi havia el 2009, 1 era un taller de reparació d'automòbils i de material agrícola, 1 guixaire pintor, 1 electricista, 1 empresa de construcció i 1 perruqueria.
Dels 2 establiments comercials que hi havia el 2009, 1 era una botiga de més de 120 m² i 1 una botiga de menys de 120 m².
L'any 2000 a Saint-Mesmin hi havia 10 explotacions agrícoles.

## Equipaments sanitaris i escolars
El 2009 hi havia 1 escola maternal integrada dins d'un grup escolar amb les comunes properes formant una escola dispersa i 1 escola elemental integrada dins d'un grup escolar amb les comunes properes formant una escola dispersa.

## Poblacions més properes
El següent diagrama mostra les poblacions més properes.